# جون بيتش
جون بيتش (بالإنجليزية: John Beach)‏ هو كاتب أمريكي، ولد في 1812 في ماساتشوستس في الولايات المتحدة، وتوفي في 31 أغسطس 1874 في أجينسي في الولايات المتحدة.